# Orizon
Die Orizon GmbH ist aus der Fusion der drei Personaldienstleister jobs in time, RP Personal und RKM entstanden. Die strategische Zusammenführung erfolgte zum 1. Januar 2013. Das deutschlandweit operierende Personalunternehmen mit Sitz in Augsburg ist mit über 50 Standorten im gesamten Bundesgebiet vertreten und erzielte 2024 mit ca. 6.000 Mitarbeitenden einen Umsatz von 299,3 Mio. Euro.
Der Schwerpunkt der Orizon GmbH liegt auf der Unternehmens- und Personalberatung sowie der Arbeitnehmerüberlassung und Vermittlung von Personal. Laut Lünendonk gehört die Orizon GmbH 2023 zu den fünfzehn führenden Zeitarbeits- und Personaldienstleistungsunternehmen in Deutschland. Die Orizon GmbH ist Mitglied im GVP, dem größten deutschen Arbeitgeberverband der Zeitarbeit.

## Geschichte
Die Orizon-Gruppe entstand 1999 aus dem Zusammenschluss der 1978 gegründeten RKM GmbH Personaldienstleistungen, München, der 1982 in Augsburg gegründeten Rolf Plümer GmbH, der 1988 in Schramberg gegründeten SIR Industrieservice GmbH und der Andreas Wust GmbH, die 1995 ebenfalls in Augsburg gegründet wurde. Im Jahr 2006 übernahm die Private-Equity-Gesellschaft Silverfleet Capital die Mehrheit an der Orizon GmbH. Dieter Traub übernahm im selben Jahr die Geschäftsführung des Unternehmens.
Im Jahr 2007 wurde die 2000 in Hamburg gegründete jobs in time GmbH akquiriert. Zum 1. Januar 2010 wurden die Tochterunternehmen Andreas Wust GmbH, die SIR Industrieservice GmbH und die Rolf Plümer GmbH zur RP Personal GmbH verschmolzen. Mit Wirkung zum 1. November 2010 übernahm die Orizon GmbH die insolvente Brinkhof GmbH und integrierte sie in die RP Personal GmbH. 2013 wurden die drei Tochterunternehmen jobs in time, RP Personal und RKM zur operativen Orizon GmbH zusammengeführt.
Im Dezember 2016/Januar 2017 hat die japanische Unternehmensgruppe Outsourcing Inc. alle Anteile an der Orizon Holding GmbH erworben.
Die Geschäftsführung besteht aus Daniela Kühne (CEO), Thorsten Eska (CFO) sowie Jens Tettenborn (COO).

## Angebot/Dienstleistungen

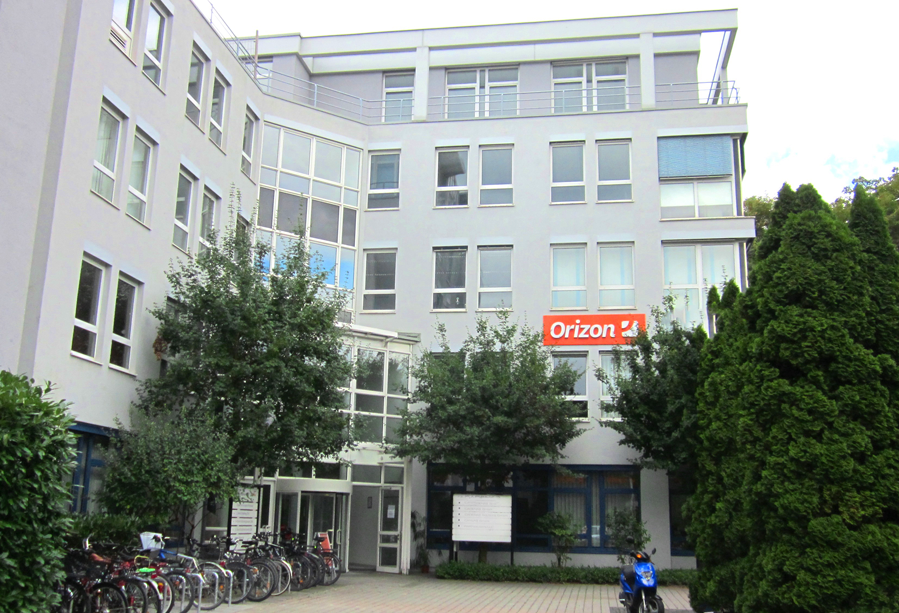
Orizon-Firmenzentrale in Augsburg

Orizon bietet folgende Dienstleistungen: Zeitarbeit, Personalvermittlung, Outsourcing, Master Vendor, Managed Solutions, Outplacement, On-Site-Management und Interimsmanagement.